# Jiyanpur
Jiyanpur é uma cidade e uma nagar panchayat no distrito de Azamgarh, no estado indiano de Uttar Pradesh.

## Geografia
Jiyanpur está localizada a 26° 09′ N, 83° 20′ L. Tem uma altitude média de 70 metros (229 pés).

## Demografia
Segundo o censo de 2001, Jiyanpur tinha uma população de 10,298 habitantes. Os indivíduos do sexo masculino constituem 48% da população e os do sexo feminino 52%. Jiyanpur tem uma taxa de literacia de 56%, inferior à média nacional de 59.5%: a literacia no sexo masculino é de 61% e no sexo feminino é de 51%. Em Jiyanpur, 19% da população está abaixo dos 6 anos de idade.